# Vectors en teràpia gènica
La teràpia gènica utilitza pel lliurament d'ADN a les cèl·lules diversos mètodes, resumits a continuació. Les dues grans classes de mètodes són els que utilitzen virus recombinants (de vegades anomenats nanopartícules biològiques o vectors virals) i els que utilitzen sols l'ADN o complexos d'ADN (mètodes no virals).

## Tipus
1. Virus
  1. Retrovirus
  2. Adenovirus
  3. Pseudotipat de les proteïnes de la coberta de vectors virals
  4. Vectors competents per a la replicació
  5. Elements d'acció cis i trans
  6. Virus de l'herpes simple
2. Mètodes no virals
  1. Injecció de sols l'ADN
  2. Mètodes físics per millorar el lliurament
    1. Electroporació
    2. Pistola gènica
    3. Sonoporació
    4. Magnetofecció
    5. Lliurament hidrodinàmic

  3. Mètodes químics per millorar el lliurament
    1. Oligonucleòtids
    2. Lipoplexos
    3. Polimersomes
    4. Poliplexos
    5. Dendrímers
    6. Nanopartícules inorgàniques
    7. Pèptids penetrants de les cèl·lules
3. Mètodes híbrids